# Подводные лодки проекта 1603 «Бентос-300»
Подводные лодки-лаборатории проекта 1603 «Бентос-300» — серия из двух советских подводных лабораторий буксируемых (ПЛБ). Название происходит от слова «бентос». Цифра «300» указывала глубину погружения, установленную заказчиком.
В 1973—1983 годах построены две лаборатории, проработавшие по назначению до начала 1990-х годов.

## Состав проекта

ПЛБ-76-01

- ПЛБ-76-01 «Бентос» — заложена в 1973 году на Ленинградском Адмиралтейском объединении, в 1976 году принята в эксплуатацию для работы в интересах Министерства рыбного хозяйства СССР. В 1991 году — последний рейс, окончание эксплуатации[2].

ПЛБ-83-02

- ПЛБ-83-02 «Бентос-2» — заложена в 1981 году на Ленинградском Адмиралтейском объединении, в 1983 году принята в эксплуатацию для работы в интересах Министерства рыбного хозяйства СССР. В 1987 году — окончание эксплуатации. В 2012 году отправлена на утилизацию[3].

## Конструкция

### Корпус
Цилиндрический прочный корпус лодки имеет длину 18,5 метра и диаметр 4,5 м. Он выполнен из стали и разделён двумя переборками на три отсека:
- Носовой отсек разделён на два этажа: в верхнем находятся пульт управления и посты визуального наблюдения. Нижний этаж представляет собой наблюдательную камеру с максимально приближёнными к грунту иллюминаторами.
- Центральный отсек также двухэтажный: в верхней части расположены жилые помещения и кают-компания, в нижней части — аккумуляторные батареи.
- Кормовой отсек включает в себя систему жизнеобеспечения, электрооборудование, ходовой электродвигатель и шлюзовую камеру с возможностью выхода двух водолазов на глубинах до 100 метров.

### Силовая установка
Силовая установка «Бентосов» полностью электрическая. Аккумуляторные батареи, расположенные в среднем отсеке, питают электродвигатель подводного хода, расположенный в кормовом отсеке, и лаговый двигатель в нижней части лодки, служащий для постановки трёх якорей при помощи лебёдок.

### Размещение экипажа
Экипаж лаборатории состоит из 12 человек и включает в себя пилотов, бортинженеров, океанологов. Также в составе экипажа находится водолазный врач. Весь экипаж размещается в жилых помещениях в среднем отсеке, где кроме этого оборудована кают-компания. В случае аварийной ситуации для эвакуации всего экипажа предусмотрена всплывающая спасательная камера.

## Сравнительная оценка
Подводные биологические лаборатории «Бентос-300» не имеют аналогов: малые размеры, по сравнению с боевыми подлодками, являются весьма большими для размещения двенадцати человек, что позволяет максимально приблизить исследователей к изучаемым объектам и разместить на лодке практически любое оборудование.
Для аналогичных целей в современных исследованиях используют телеуправляемые с поверхности подводные аппараты, что гораздо дешевле, но гораздо менее наглядно.

## История

Рыбопоисковое судно (РПС) «Гордый» — буксировщик и судно обеспечения опытной подводной лаборатории (ПЛБ-76-01) проекта 1603 «Бентос-300»

В июле 1965 года на Техническом совете Министерства рыбного хозяйства СССР было принято решение о проектировании и строительстве подводной лаборатории с глубиной погружения до 300 метров.
Проект был создан в Ленинградском институте «Гипрорыбфлот». Разработкой проекта на разных этапах занимались конструкторы А. Н. Дмитриев, И. Н. Сахалов, П. А. Сапелов.
Обе лодки использовались в Севастопольском филиале Специального экспериментально-конструкторского бюро промышленного рыбоводства (СЭКБ). Основное использование лодок заключалось в проведении теле- и фотосъёмки в режиме буксирования надводным судном.
Проект не получил развития, так как с экономической точки зрения для проведения биологических наблюдений значительно удобнее применять телеуправляемые аппараты.

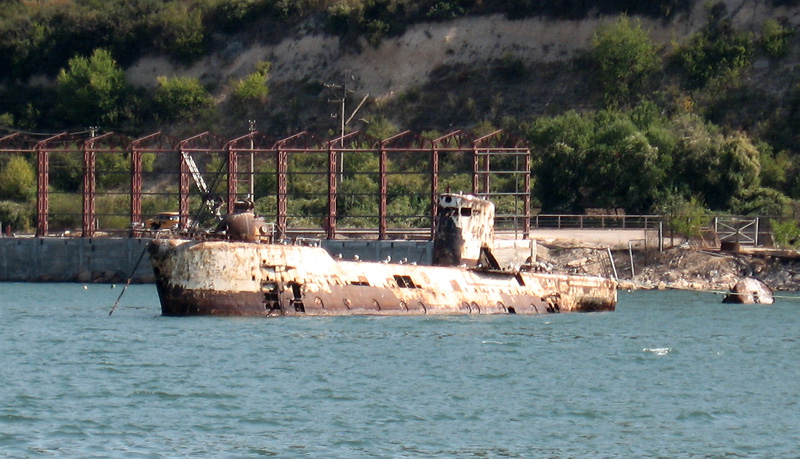
ПЛБ-76-01 в Севастополе, 2007 год

После распада СССР обе лодки остались на территории Украины.
ПЛБ-76-01 сменила нескольких хозяев, успела затонуть у пирса в Севастополе, потом была поднята и долгое время находилась в порту в плачевном состоянии.
ПЛБ-83-02 вместе с буксирующим судном была выброшена на берег под Новороссийском. Затонула на дне как раз в том месте, где впоследствии началось строительство Западного мола новой военно-морской базы. Находилась на мелководье. Несмотря на многочисленные одобренные начальством предложения о реставрации лодки, работы по подъёму лодки не велись.
Время от времени озвучивались предложения о разделке лодок на металлолом, но с учётом применения в них специально разработанных сплавов выгода от переработки лодок ставилась под сомнение.
В 2009 году ПЛБ-83-02, находящаяся на глубине 6 метров, была разрезана на четыре части, однако, тогда её поднять не удалось.
В 2012 году ПЛБ-83-02 частями была поднята со дна Чёрного моря инженерами и рабочими одного из региональных главков Спецстроя России.

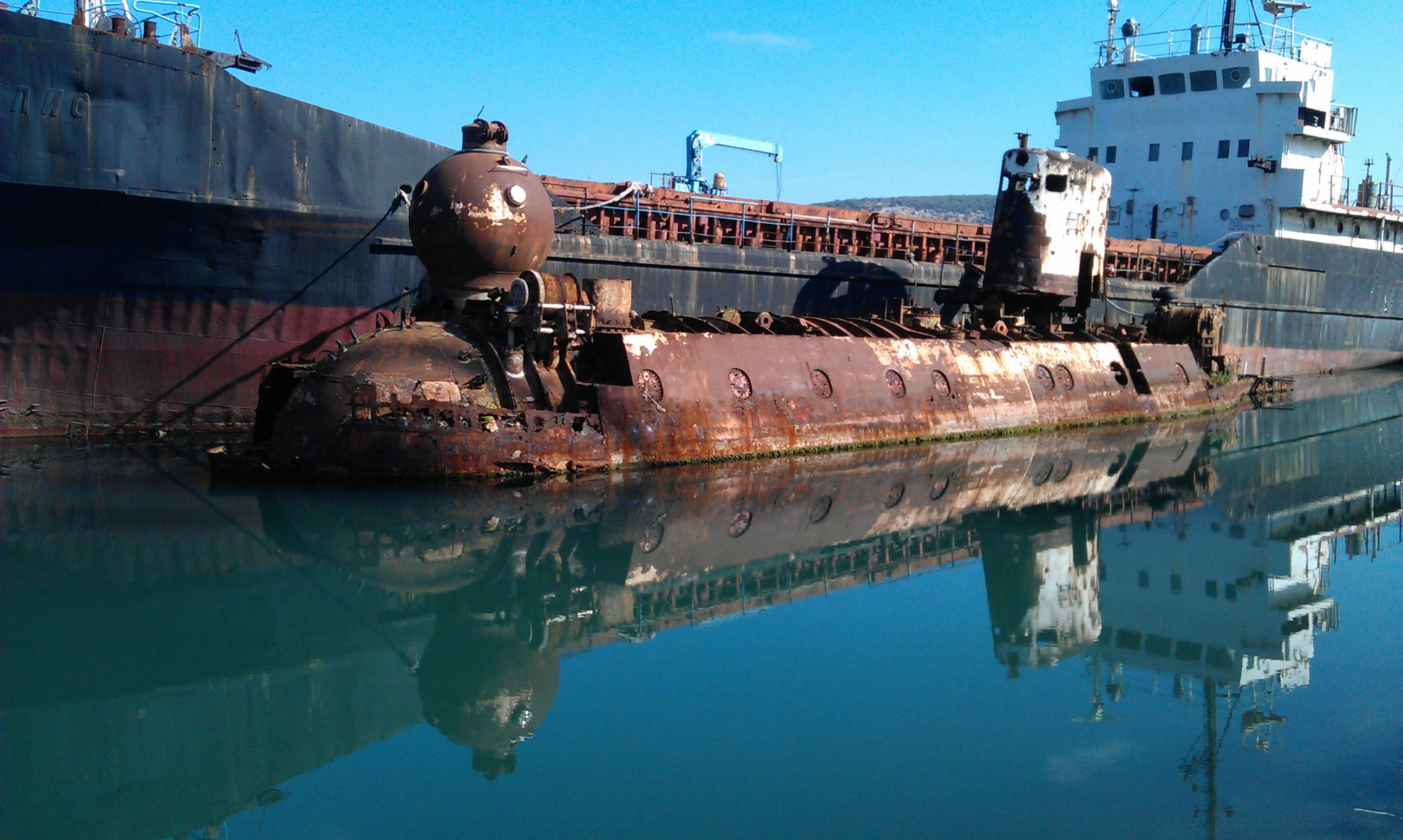
ПЛБ-76-01 в Инкермане, 2013 год

В 2018 году появились сообщения о реставрации ПЛБ-76-01 с последующей установкой на суше в качестве музейного экспоната. На восстановление подводного аппарата было выделено почти 9 млн рублей президентского гранта, но открытие музея не состоялось.

## Документальные фильмы
- Наследники Наутилуса. Как дышится, океан? : [документальный фильм] / реж. Тамара Иовлева. — Леннаучфильм, 1977.